# Kanton Vierzon-1
Vierzon-1 is een kanton van het Franse departement Cher. Het kanton maakt deel uit van het arrondissement Vierzon.
Het kanton omvat uitsluitend een deel van de gemeente Vierzon.
Bij de herindeling van de kantons bij decreet van 21 februari 2014 met uitwerking op 22 maart 2015 werd de indeling in kantons van Vierzon gewijzigd. Het kanton Vierzon-1 omvat sindsdien een noordelijk deel van deze gemeente.